# Centro Comunitario LGBTQ+ de Montreal
El Centro Comunitario LGBTQ+ de Montreal (fr.: Centre communautaire LGBTQ+ de Montréal)  es una organización sin fines de lucro ubicada en Montreal, fundada el 17 de agosto de 1988.
El CCLGBTQ+ trabaja con miembros de las comunidades LGBTQ+ promoviendo la consulta y alentando a personas y organizaciones a hacerse cargo del desarrollo comunitario y social.
El Centro Comunitario tiene como objetivos desarrollar la calidad de vida de las personas LGBTQ+, así como  facilitar la formación de comités de estudio, investigación, acogida, información e intervención con poblaciones LGBTQ+, particularmente entre migrantes y refugiados.
Se creó un subcentro de información jurídica, formado por estudiantes de derecho de la Universidad McGill y de la Universidad de Montreal, dirigidos por abogados del despacho McCarthy Tétreault.